# Четрдесет осма изложба УЛУС-а (1969)
Четрдесет осма изложба УЛУС-а (1969) је трајала од 7. до 20. новембра 1969. године. Одржана је у галеријском простору Удружења ликовних уметника Србије односно у Уметничком павиљону "Цвијета Зузорић", у Београду.

## Каталог
Каталог и плакат је израдио Едуард Степанчић.

## Излагачи

### Сликарство
1. Драгослав Аксентијевић
2. Мирољуб Алексић
3. Радуле Анђелковић
4. Момчило Антоновић
5. Боса Беложански
6. Михаил Беренђија
7. Павле Блесић
8. Вера Божичковић Поповић
9. Иванка Божовић
10. Милан Божовић
11. Војтех Братуша
12. Мира Бртка
13. Здравко Вајагић
14. Босиљка Валић Јованчић
15. Растко Васић
16. Милена Велимировић
17. Војин Величковић
18. Слободан Вукдраговић
19. Драга-Гага Вуковић
20. Синиша Вуковић
21. Драган Вукосављевић
22. Живан Вулић
23. Слободан Гавриловић
24. Радоман Гашић
25. Ратомир Глигоријевић
26. Никола Граовац
27. Александар Грбић
28. Оливера Грбић
29. Алексанар Дедић
30. Мило Димитријевић
31. Јован Димовски
32. Милица Динић
33. Драган Добрић
34. Даринка Ђорђевић
35. Заре Ђорђевић
36. Ружица Ђорђевић
37. Бериша Енђел
38. Владимир Живанчевић
39. Маша Живкова
40. Иванка Живковић
41. Јован Живковић
42. Јован Зец
43. Бошко Илачевић
44. Ксенија Илијевић
45. Иван Јакобџић
46. Љубодраг-Јале Јанковић
47. Миодраг Јањушевић
48. Мара Јелесић
49. Светозар-Заре Јовановић
50. Александар-Бириљ Јовановић
51. Богдан Јовановић
52. Гордана Јовановић
53. Јелена Јовановић
54. Вера Јосифовић
55. Света Каменовић
56. Десанка Керечки Мустур
57. Божидар Ковачевић
58. Љиљана Ковачевић
59. Лиза Крижанић Марић
60. Слободанка Кузманић
61. Јован Кукић
62. Радмила Крстић Николић
63. Драгомир Лазаревић
64. Радмила Лазаревић
65. Гордана Лазић
66. Боро Ликић
67. Љубодраг-Пенкин Маринковић
68. Милан Маринковић
69. Војислав Марковић
70. Мома Марковић
71. Милан Мартиновић
72. Велимир Матејић
73. Душан Машовић
74. Желимир Миладин
75. Душан Миловановић
76. Бранко Миљуш
77. Савета Михић
78. Саша Мишић
79. Живојин Мишков
80. Душан Мишковић
81. Миша Младеновић
82. Драгослав Момчиловић
83. Александар Моравски
84. Марклен Мосијенко
85. Миша Недељковић
86. Добривоје Николић
87. Мирјана Николић Пећинар
88. Миливој Олујић
89. Нада Оњин Жужић
90. Лепосава Ст. Павловић
91. Ружица-Беба Павловић
92. Споменка Павловић
93. Илија Пандуровић
94. Бранимир Пауновић
95. Илија Пауновић
96. Стојан Пачов
97. Јелисавета Ч. Петровић
98. Миодраг Петровић
99. Милорад Пешић
100. Татјана Поздњаков
101. Гордана Поповић
102. Милан Поповић
103. Мића Поповић
104. Павле Поповић
105. Мирко Почуча
106. Божидар Продановић
107. Божидар Раднић
108. Вељко Радовић
109. Влада Радовић
110. Југослав Радојичић
111. Милутин Радојичић
112. Милан Радоњић
113. Вера-Тори Ристић
114. Федор Соретић
115. Младен Србиновић
116. Димитрије Сретеновић
117. Десанка Станић
118. Бранко Станковић
119. Милица Стевановић
120. Тодор Стевановић
121. Едуард Степанчић
122. Мирко Стефановић
123. Владимир Стојановић
124. Стеван Стојановић
125. Живко Стојсављевић
126. Зоран-Врањски Стошић
127. Јованка Страјнић
128. Рафаило Талви
129. Олга Тиран
130. Војислав Тодорић
131. Шандор Торок
132. Стојан Трумић
133. Лепосава Туфегџић
134. Милорад Ћирић
135. Драган Ћирковић
136. Емерик Фејеш
137. Реџеп Фери
138. Љубомир Цветковић
139. Бранислав Цепењор
140. Милан Цмелић
141. Незир Чобрић
142. Оливера Чохаџић Радовановић
143. Милена Чубраковић
144. Мила Џокић
145. Мирјана Шипош
146. Томислав Шеберковић
147. Кемал Ширбеговић
148. Милена Шотра

### Вајарство
1. Градимир Алексић
2. Никола Антов
3. Оскар Бербеља
4. Милан Бесарабић
5. Славољуб Богојевић
6. Војислав Вујисић
7. Матија Вуковић
8. Радмила Граовац
9. Љубомир-Денко Денковић
10. Јован Ервачиновић
11. Војислав Јакић
12. Боривоје Којић
13. Даница Кокановић Младеновић
14. Милован Крстић
15. Момчило Миловановић
16. Миливоје Мићић
17. Живорад Михаиловић
18. Лидија Мишић
19. Мирослав Николић
20. Божидар Обрадовић
21. Драгиша Обрадовић
22. Јерко Павишић
23. Радивоје Павловић
24. Михајло-Паун Пауновић
25. Владислав Петровић
26. Рајко-Нуклеарни Радовић
27. Славољуб Радојчић
28. Милорад-Раша Рашић
29. Љубинка Савић Граси
30. Живојин Стефановић
31. Милорад Ступовски
32. Јосиф Хрдличка

### Графика
1. Мемнуна Вила Богданић
2. Миливој-Елим Грујић
3. Емир Драгуљ
4. Миленко Жарковић
5. Слободан-Ети Јовић
6. Стеван Кнежевић
7. Богдан Кршић
8. Бранислав Макеш
9. Душан Матић
10. Слободан Михаиловић
11. Ратимир Руварац
12. Златана Чок